# Ryūtarō Hashimoto
Ryūtarō Hashimoto (jap. 橋本 龍太郎 Hashimoto Ryūtarō; ur. 29 lipca 1937 w Shibuyi, Tokio, zm. 1 lipca 2006 w Tokio) – japoński polityk, dwukrotnie premier Japonii, od 11 stycznia 1996 do 30 lipca 1998.

## Życiorys
Od roku 1963 był parlamentarzystą Partii Liberalno-Demokratycznej. W latach 1978–l980 był ministrem opieki społecznej. Od 1986 do 1987 roku minister transportu, a w okresie 1989–1991 – minister finansów. Od 1994 do 1996 roku był ministrem przemysłu i handlu międzynarodowego. W latach 1987–1989 był sekretarzem generalnym Partii Liberalno-Demokratycznej, a w roku 1995 został jej przewodniczącym. W latach 1996–1998 był premierem. W okresie od 2000 do 2001 minister ds. reformy administracji.
Był liderem jednej z największych frakcji wewnątrz rządzącej Partii Liberalno-Demokratycznej przez większą część lat 90. XX wieku, a i później utrzymywał się jego spory wpływ na japońską politykę. W 2004 roku zrezygnował ze stanowiska lidera frakcji w związku ze skandalem politycznym (udowodniono mu przyjęcie 100 mln jenów od Japońskiego Stowarzyszenia Dentystycznego). Zdecydował się nie brać udziału w wyborach generalnych w roku 2005 i wycofał się też wtedy całkowicie z życia politycznego. Zmarł 1 lipca 2006 roku w jednym z tokijskich szpitali.